# Papežská slovenská kolej sv. Cyrila a Metoděje
Pápežské slovenské kolégium sv. Cyrila a Metóda v Ríme (Pontificio Collegio Santi Cirillo e Metodio) je papežská kolej pro bohoslovce ze Slovenska, která vznikla 15. září 1997 a má své sídlo ve Slovenském ústavu sv. Cyrila a Metoděje v Římě.